# Lac Guéguen
Lac Guéguen är en sjö i Kanada.   Den ligger i regionen Abitibi-Témiscamingue och provinsen Québec, i den sydöstra delen av landet, 300 km norr om huvudstaden Ottawa. Lac Guéguen ligger 316 meter över havet. Arean är 59 kvadratkilometer. Den sträcker sig 13,7 kilometer i nord-sydlig riktning, och 15,6 kilometer i öst-västlig riktning.
Trakten runt Lac Guéguen är nära nog obefolkad, med mindre än två invånare per kvadratkilometer.